# Louise Attaque
Louise Attaque è un gruppo di rock francese formatosi nel 1994, originario di Parigi. Il gruppo, il cui primo album, omonimo, è uscito nel 1997, è composto da Gaëtan Roussel (voce, chitarra), Arnaud Samuel (violino, chitarra, pianoforte) e Robin Feix (basso).

## Storia del gruppo

### Gli inizi: Caravage (1990-1994)
L'idea del gruppo nasce dall'incontro di Gaëtan Roussel e Robin Feix, al liceo di Montargis. Molto presto si aggiunge Alexandre Margraff e, insieme, fondano il gruppo rock Caravage (in omaggio al pittore italiano Caravaggio); si unisce anche David Antoniw, tecnico del suono e chitarrista. Gli inizi non sono facili: la cassetta registrata nella cantina di casa di Alexandre viene venduta soltanto a pochi familiari; per quattro anni cercano la notorietà esibendosi nei bar e alle feste.
Quando David abbandona, il gruppo si mette alla ricerca di un chitarrista, ma invano; si presenta soltanto un violinista, Arnaud Samuel, che viene immediatamente ingaggiato.

### Il decollo dei Louise Attaque (1994-2001)
Nel 1994, a Parigi, grazie all'arrivo di Arnaud Samuel al violino, il gruppo è finalmente al completo: nascono i Louise Attaque; il nome si riferisce a Louise Michel, anarchica dell'800, e ai Violent Femmes, gruppo rock statunitense. Il leader dei Violent Femmes, Gordon Gano, è il loro produttore.
Il loro primo album, Louise Attaque, esce nel 1997 per la giovane etichetta Atmosphérique e vende quasi 3 milioni di copie, un vero record per un gruppo rock francese esordiente. Questo album costituisce la quinta migliore vendita di tutti i tempi in Francia. Inizialmente le radio li ignorano, i Louise Attaque sono un gruppo prevalentemente live, ma il passaparola funziona e, malgrado il disinteresse dei media, il gruppo riesce a raggiungere un vasto pubblico. La loro tournée del 1998 resta negli annali del rock francese e sarà anche immortalata in un film (Crachez vos souhaits di Thierry Villeneuve).
Il secondo album, Comme on a dit, esce nel 2000, e vende 700 000 copie. L'anno successivo, a causa delle pressioni e della mancanza di ispirazione, il gruppo decide di separarsi momentaneamente.

### Dalla separazione alla riunione (2001-2007)
Dalla separazione nascono due nuove formazioni: da una parte i Tarmac, con Gaëtan Roussel e Arnaud Samuel, il cantante e il violinista dei Louise Attaque, dall'altra gli Ali Dragon, con Robin Feix, Alexandre Margraff e altri musicisti.
Dopo aver percorso per due anni strade separate, il gruppo si riunisce e registra un terzo album, À plus tard crocodile (traduzione letterale dall'inglese di See you later, Alligator, espressione dei musicisti jazz e blues americani), uscito il 5 settembre 2005. Suonano molto all'estero, in Russia, in India e in America Latina. Nel novembre 2006 esce un dvd live; nello stesso periodo, il gruppo organizza un festival al Palais omnisports de Paris-Bercy assieme ai Têtes Raides e ai Violent Femmes.

### Una pausa di otto anni (2007-2015)
Il 2007 doveva essere l'anno di un nuovo album per i Louise Attaque, invece il gruppo decise di prendersi una nuova pausa per dedicarsi o collaborare a nuovi progetti.
Gaëtan Roussel ha partecipato alla scrittura dell'album di Alain Bashung, Bleu pétrole, uscito nella primavera del 2008, nello stesso anno ha composto la colonna sonora del film Louise-Michel. Roussel ha collaborato con Rachid Taha, nel singolo Bonjour, tratto dall'omonimo album uscito nel 2009 per Barclay Records. Il 15 marzo 2010 ha pubblicato anche un primo album da solista, intitolato Ginger, di cui fa parte il singolo Help Myself (Nous ne faisons que passer).
Robin Feix e Gaëtan Roussel, hanno collaborato con i Tétard alla realizzazione dell'album Faudra Faire Avec (2007). Robin Feix insieme con Anna Berthe, precedente cantante dei Tétard, ha formato il duo Poney Express, che ha esordito il 31 marzo 2008 con il disco Daisy Street.
Arnaud Samuel ha suonato il violino nell'album di Ben'Bop, di cui è anche co-produttore. Compare anche nell'album dei Déportivo, uscito il 22 ottobre 2007 per Le Village Vert, come violinista nella quarta traccia, Les Biéres Aujourd'Hui S'Ouvrent Manuellement, e come chitarrista nella decima, Suicide Sunday [Part Two]. Nel 2010, ha collaborato con Thierry Villeneuve alla realizzazione di uno spettacolo audio-visivo, intitolato La Traversée de l'Atlantique.

### Il quarto album (2015)
Nel 2015 i Louise Attaque hanno affermato di stare lavorando a un nuovo album, senza la collaborazione di Alexandre Margraff, uscito definitivamente dal gruppo. Il 21 ottobre 2015 è uscito il primo singolo del nuovo album, intitolato Anomalie.

## Formazione

### Formazione attuale
- Gaëtan Roussel - voce, chitarra
- Arnaud Samuel - violino, chitarra, pianoforte
- Robin Feix - basso

### Ex componenti
- Alexandre Margraff - batteria

## L'opera del gruppo

### Discografia
- 1997 - Louise Attaque (Atmosphériques)
- 2000 - Comme on a dit (Atmosphériques)
- 2005 - À plus tard crocodile (Atmosphériques)
- 2011 - Du Monde Tout Autour (Barclay) best of

### Videografia
- Y a-t-il quelqu'un ici ?! (27 novembre 2006; concerto registrato allo Zénith di Paris il 25 aprile 2006)

### Premi
- 1999: premio 'gruppo dell'anno' al concorso Victoire de la musique.
- 2001: premio 'album rock dell'anno' (per l'album Comme on l'a dit) al concorso Victoire de la musique.
- 2006: premio 'album pop/rock dell'anno' (per l'album A plus tard crocodile) al concorso Victoire de la musique.
- 2006: premio dell'ADISQ (Associazione quebecchese dell'industria del disco, dello spettacolo e del video).

### Il film:Crachez vos souhaits
Nel 1998, Thierry Villeneuve ha realizzato un documentario, seguendo in tournée i Louise Attaque per due mesi. Il titolo è ripreso da una canzone del gruppo e il film uscì nel 2001 in un ristretto numero di sale. A prescindere dalla qualità del film, ci sono state delle critiche da parte dei fan dei Louise Attaque, che l'hanno definito troppo intellettuale e poco incentrato sulla musica. Il film ha sofferto anche del suo arrivo tardivo nelle sale, tre anni, dovuto ad una sovraesposizione mediatica dei Louise Attaque nel 1998.